# Barstede
Barstede ist ein Ortsteil der ostfriesischen Gemeinde Ihlow in Niedersachsen. Die Einwohnerzahl betrug im Januar 2023 327, die Fläche rund 1000 Hektar.

## Lage
Barstede (bestehend aus den Dorfteilen Alt- und Neu-Barstede) ist eine Moorsiedlung, die im Norden in das Siedlungsgebiet der Gemeinde Südbrookmerland übergeht. Es bestehen Busverbindungen nach Aurich und Emden. Barstede befindet sich wenige Meter über Meeresspiegelhöhe auf einer Geest mit der Bezeichnung Sandhöchte. Durch den Süden des Ortes verläuft der Ems-Jade-Kanal, im Übrigen ist die Gegend durch die zahlreichen Entwässerungsgräben der Moore gekennzeichnet.

## Geschichte
Barstede wurde das erste Mal im Jahr 1408 urkundlich erwähnt, doch bestand der Ort, der seit etwa 1280 über eine Kirche verfügte, wesentlich länger. Angesichts der Lage abseits des ollen Postwegs Aurich-Emden (daher war lange die Bezeichnung Abseitsdorf üblich), entwickelte sich Barstede nur langsam. Die Kirchgemeinde übernahm im 16. Jh. die Reformation und ihre Neuerungen, zu denen das seit 1540 kontinuierlich angelegte Verzeichnis der Barsteder Pfarren gehörte. 1644 stiftete der ostfriesische Graf Ulrich II. aus dem Hause Cirksena der Kirche einen barocken Flügelaltar. Seit Anfang des 18. Jhs. ist im Ort auch eine Schule dokumentiert, wobei die seit 1744 preußische Obrigkeit anlässlich einer lokalen Revolte um die Wahl des Schullehrers den streitsüchtigen Charakter der Bauern festhält. Barstede hatte unter dem Dreißigjährigen und dem Siebenjährigen Krieg zu leiden. 1822 wurde dann, neben dem landwirtschaftlich orientierten südlich gelegenen Alt-Barstede, die nördlichere Arbeiter-Siedlung Neu-Barstede hinzugefügt, wobei dessen tiefer gelegene Lage weniger Schutz bei Überschwemmungen bot als Alt-Barstede.
Am 1. Juli 1972 wurde Barstede in die neue Gemeinde Ihlow eingegliedert.

## Politik
Der Ortsrat, der den Ortsteil Barstede vertritt, setzt sich aus fünf Mitgliedern zusammen. Die Ratsmitglieder werden durch eine Kommunalwahl für jeweils fünf Jahre gewählt. Die aktuelle Amtszeit begann am 1. November 2021 und endet am 31. Oktober 2026.
Bei der Kommunalwahl 2021 ergab sich folgende Sitzverteilung:
| Ortsrat 2021Insgesamt 5 Sitze - SPD: 1 - UWG: 3 - CDU: 1 |

## Sehenswürdigkeiten
Wichtigstes Bauwerk ist die Barsteder Kirche, wobei der heutige neoromano-gotische Bau 1953 an der Stelle des seit Ende des 19. Jahrhunderts zunehmend einsturzgefährdeten älteren Gotteshauses erbaut wurde. Ältere Inneneinrichtungen wurden allerdings übernommen. Dazu zählt neben dem erwähnten barocken Flügelaltar ein ca. 800 Jahre altes Taufbecken und eine 1801 von Johann Gottfried Rohlfs erbaute Orgel sowie eine Kanzel aus dem 17. Jahrhundert. Der frei stehende Glockenturm des ältesten Baues aus dem 13. Jahrhundert hat sich bis heute ebenfalls erhalten.
Bedeutend ist auch das so genannte Schatthaus, heute einer der acht großen Bauernhöfe im Ort, doch erinnert der beeindruckende Bau daran, dass er früher zur Burg des örtlichen Adelsgeschlechtes gehörte, die 1448 von Udde Riekena erbaut, allerdings 1790 abgerissen worden war. Bis 1788 waren die Bauern den Adelsherren dienstpflichtig, wobei in der Barsteder Landwirtschaft die Milchverarbeitung im Vordergrund stand. Die Barsteder Bauern waren den Rykena nicht dienstpflichtig. Es handelte sich hierbei um ein adelig freies Gut, bzw. um einen ehemals bäuerlichen Hof, der adelige Rechte bekam. Zu der immatrikulierten Ritterschaft gehörte das Gut jedoch nicht. Auch waren durch die Landesverträge derartige Dienste der Bauern aufgehoben worden.

## Belege
1. 1 2  Gemeinde Ihlow – Barstede. Abgerufen am 6. Mai 2024.
2. ↑  Statistisches Bundesamt (Hrsg.): Historisches Gemeindeverzeichnis für die Bundesrepublik Deutschland. Namens-, Grenz- und Schlüsselnummernänderungen bei Gemeinden, Kreisen und Regierungsbezirken vom 27. 5. 1970 bis 31. 12. 1982. W. Kohlhammer GmbH, Stuttgart/Mainz 1983, ISBN 3-17-003263-1, S. 261.
3. ↑  Ergebnis Ortsratswahl 2021. Abgerufen am 13. Juli 2022.